# Carl Lewis
Frederick Carlton ("Carl") Lewis (født 1. juli 1961 i Birmingham, Alabama) er en pensioneret amerikansk sprinter og længdespringer, som i sin aktive karriere opnåede at vinde ti olympiske medaljer samt ti VM-medaljer. Han er en af blot tre sportsfolk, der har vundet guldmedalje i samme individuelle konkurrence ved fire olympiske lege i træk (de øvrige er Al Oerter og Michael Phelps).

## Atletikkarriere
Lewis var dominerende i sprint og længdespring og toppede ofte verdensrangslisterne i disciplinerne 100 meter, 200 meter og længdespring fra 1981 til begyndelsen af 1990'erne. I længdespring var han ubesejret i 65 konkurrencer gennem et årti, hvilket er enestående.
Hans mange bedrifter gjorde, at han blev kåret til "Århundredets Sportsmand" af den Internationale Olympiske Komité. Han var med til at professionalisere atletikken, hvilket betød, at flere atleter kunne have længere karrierer og leve af deres sport.
På trods af hans imponerende bedrifter var der mange, der ikke kunne lide ham. Dette drejede sig både om de amerikanske tilskuere og hans konkurrenter.[kilde mangler]

### OL
Lewis var kvalificeret til OL i 1980 i Moskva, men da USA boykottede disse lege, blev hans første OL i 1984 på hjemmebane i Los Angeles, hvor han stillede op i fire discipliner. Først på 100 m, hvor han var favorit, efter at han vandt VM året forinden. Han vandt da også alle sine indledende heats, inden han i finalen løb legenes hurtigste tid, da han sejrede i tiden 9,99 sekunder, mens hans landsmand Sam Graddy fik sølv og canadiske Ben Johnson bronze. Også i længdespring var Lewis regerende verdensmester, og han kvalificerede sig uden problemer til finalen med 8,30 m. I finalen sprang han 8,54 i sit første forsøg og overtrådte i sit andet forsøg, hvorpå han valgte ikke at springe mere - til publikums store utilfredshed. Det var dog også tilstrækkeligt til at sikre ham en ny guldmedalje, da nærmeste konkurrenter sprang 8,24 m; newzealænderen Gary Honey fik sølvet, da hans næstbedste spring var bedre end italieneren Giovanni Evangelistis, der dermed fik bronze. Næste konkurrence var 200 m-løbet, og også her vant han alle sine indledende heats. I finalen trak han fra i kurven og sikrede sig sin tredje guldmedalje i den olympiske rekordtid, 19,80 sekunder, mens hans landsmænd Kirk Baptiste og Thomas Jefferson sørgede for et rent amerikansk medaljepodie, da de vandt henholdsvis sølv og bronze. I 4 × 100 meterløbet var amerikanerne tårnhøje favoritter, og Lewis løb sidste tur, også i indledende heats, som blev vundet klart. I finalen var amerikanerne ganske vist ikke forrest efter første tur med Sam Graddy, men da Ron Brown tog over, kom amerikanerne i spidsen, og der blev de med Calvin Smith og Lewis til sidst, hvilket gav en ny verdensrekord på 37,83 sekunder. Jamaica fik sølv og Canada bronze. Dermed vandt Lewis sin fjerde guldmedalje ved legene og tangerede dermed Jesse Owens' præstation fra OL 1936.
Ved legene fire år senere i Seoul var Lewis' position som verdens hurtigste mand blevet udfordret, idet Ben Johnson havde vundet VM på 100 m året forinden og havde taget pladsen som årets bedste i denne disciplin i både 1986 og 1987. Lewis havde dog ingen problemer med at gå gennem de indledende heat og var hurtigst her samt i kvart- og semifinalerne. I finalen var det dog Johnson, der var hurtigst og forbedrede sin egen verdensrekord til 9,79 sekunder, mens Lewis blev nummer to i 9,92 sekunder og britiske Linford Christie treer i 9,97 sekunder. Imidlertid gik der tidligt dagen derpå rygter om, at der var afgivet en positiv dopingtest i finaleløbet, og det blev snart afsløret, at det var Johnson, der havde afgivet den famøse prøve. Han blev derfor diskvalificeret, så guldet gik i stedet for til Lewis, sølvet til Christie og bronzen til Calvin Smith. Længdespringskonkurrencen var imødeset med spænding, idet der ved det amerikanske udtagelsesstævne var sprunget de to længste spring siden Bob Beamon ved OL 1968. De to spring var præsteret af Lewis (8,76 m) og Larry Myricks (8,74 m), og de var derfor regnet som favoritter ved legene. Sammen med landsmanden Mike Powell var de da også bedst i kvalifikationsrunden, og finalen var derfor helt åben. Lewis skulle egentlig begynde, men bad om (og fik lov til) at blive flyttet til sidst i rækkefølgen, da hans indledende heat i 200 m løbet lå tæt på finalen. Lewis sprang først 8,41 m, som blev hans korteste spring; han sprang dog senere 8,72 m, hvilket var rigeligt til at sikre ham guldet. Powell fik sølv med 8,49 m, mens Myricks måtte nøjes med 8,27 m og bronze. I 200 m var Lewis ikke største favorit, idet han i det amerikanske udtagelsesstævne var blevet besejret af Joe DeLoach, og de to klarede sig da også frem til finalen ved blandt andet at vinde hver sit semifinaleheat. I finalen løb Lewis solidt og fik tiden 19,79 sekunder, men DeLoach var akkurat hurtigere og sikrede sig guldet i 19,75 sekunder; brasilianske Robson da Silva fik bronze med 20,09 sekunder. Han stillede ikke op i stafetten denne gang.
Til OL 1992 i Barcelona havde Lewis ikke kvalificeret sig i sprintløbene på grund af en virusinfektion i udtagelsesstævnet, men stillede op i længdespring samt i stafetten. I længdespring var der igen lagt op til en amerikansk dyst om medaljerne, især mellem Lewis og Mike Powell. De gik da også nemt i finalen, hvor Lewis lagde ud med et spring på 8,67 m, som blev hans længste og indbragte ham hans tredje guldmedalje i disciplinen. Powell startede mere beskedent, men forbedrede sig gradvist, så han i sit sidste spring nåede 8,64 m, hvilket var nok til sølvmedaljen, mens landsmanden Joe Greene med et spring på 8,34 m fik bronze. I 4 × 100 meterløbet deltog Lewis ikke i indledende heat, men i semifinalen og finalen løb han sidste tur, og med en finaletid på 37,40 sekunder satte USA ny verdensrekord, mens Nigeria fik sølv og Cuba bronze.
Lewis deltog igen i OL 1996 på hjemmebane i Atlanta, men denne gang stillede han kun op i længdespring. Han var bedst i kvalifikationsrunden, men først i tredje forsøg i finalen nåede han ud på 8,50 m, hvilket var nok til guldet. Jamaicaneren James Beckford fik sølv med 8,29 m, mens Joe Greene med 8,24 m igen fik bronze. Med sin fjerde OL-guldmedalje i træk tangerede han Al Oerters rekord i atletik.

## Dopingmisbrug
I 2003 da dr. Wade Exum, professor for USA's Olympiske Komités dopingudvalg offentliggjorde en liste over atleter, der var blevet testet positive i perioden 1991 til 2000, og derved skulle være blevet diskvalificeret fra at deltage ved stævner, var Carl Lewis' navn iblandt. Lewis har siden indrømmet dopingmisbrug.

## Senere karriere
Carl Lewis har talent for sang og har blandt andet optrådt i Danmark, nærmere bestemt Dronninglund.[kilde mangler] og Danalund Ungdomshus i Hvidovre søndag den 7. februar 1988.
Efter afslutningen af karrieren har Lewis optrådt i en række film og tv-serier. Han forsøgte desuden at stille op til senatet i New Jersey i 2011, men blev blev ikke godkendt, fordi han ikke havde boet i delstaten længe nok.

## Personlige rekorder
- 100 meter: 9.86 s (1991)
- 200 meter: 19.75 s (1983)
- Længdespring: 8.87 m (1991)
- 4 x 100 meter : 37.40 s
- 4 x 200 meter: 1:18.68